# Valakiet
Valakiet var et område og fyrstendømme i Rumænien. Rumænerne kalder det Țara Româneascǎ, og det inddeles i Oltenien vest og Muntenien øst for floden Olt.

## Geografi
Valakiet består af en stor og frugtbar slette begrænset af de Transsylvanske Alper nordpå og Donau sydpå. Der var en vigtig korneksport indtil 20. århundrede. Rumæniens oliefelter findes i de østlige distrikter omkring Ploiești.

## Historie
Valakiet med Moldavien var fra år 107 en del af den romerske provins Dacien, og romansk sprog blev spredt ved en kraftig kolonisering. Kejser Aurelianus opgav år 270 Valakiet og det øvrige Dacien af strategiske årsager, og senere indvandrede først gotere i de store folkevandringer og en række stammer: vandaler, markomanner, hunner, gepider, langobarder, avarer, bulgarer, slaver og fra 800-tallet ungarere og petjeneger. Fra midten af 1000-tallet kumaner.

### Dynastiet Basaraba
I løbet af 1200-tallet indvandrede i stor udstrækning efterkommerne af de til bjergegnene flygtede romaniserede dacere samt andre latintalende stammer, som af naboerne i fællesskab kaldtes valaker, og omkring 1272 angives valakerne eller, som de selv kaldte sig, rumuni (rumeni), at have forenet sig under en fyrste (voda), som længe måtte anerkende ungarernes overherredømme. Fyrsterne tilhørte dynastiet Basaraba, som regerede fra 1300 til 1659, da det uddøde.
Vojvoden Mircea (1386—1418) var den egentlige skaber af fyrstendømmet og gav det dets største udstrækning omfattende Valakiet, hertugdømmerne Fogáras og Omlas i Siebenbürgen, en del af Bulgarien med Silistria samt Dobrudzha. Ved Nikopolis blev han i 1396 sammen med Ungarns konge Sigismund slået af tyrkerne, og nu var de valakiske fyrster skiftevis Ungarns forbundsfæller og sultanens lydige tjenere.
Vojvoden Vlad, også kaldet Draculu ("djævelen") og Kasikli-voda ("pælevojvoden" som følge af den dødsstraf - spidning på pæle - som han ofte gjorde brug af), sluttede en traktat med sultan Mehmed 2. i 1460, som i århundreder udgjorde grundlaget for fyrstendømmets stilling til Det osmanniske rige. Sultanen, der ifølge traktaten var Valakiets overherre og beskytter, modtog en årlig tribut og bekræftede valget af den vojvod, som adelen (bojarerne) og biskopperne valgte, men blandede sig ikke i fyrstendømmets indre anliggender. Tyrkere måtte ikke bosætte sig i Valakiet. Traktaten blev dog kun i ringe grad respekteret. Valakiet fungerede som et gennemgangsland for de tyrkiske ekspeditioner til Ungarn og Siebenbürgen samt belastedes af uophørlige skatteudskrivninger.
Et lyspunkt i landets dystre historie var Mihai Viteazuls (Michael den Tapres) regering (1593—1601). Denne Valakiets mest hyldede nationalhelt blev født i 1558 og var søn af Petruschko, ban af Krajova. Han formåede med hjælp af fyrst Sigismund Báthory af Siebenbürgen og den engelske ambassadør i Konstantinopel, Edward Barton, at gøre sig til herre i Valakiet og udnyttede senere kejser Rudolfs sejre over tyrkerne til at skaffe sig en friere stilling. I forbund med Moldaviens vojvod Mikael Aron lod han på en og samme dag ("den valakiske aftensang" den 13. november 1594) alle tyrkere myrde i de to fyrstendømmer. Derefter indtog han fæstningerne på den højre Donaubred, slog de tyrkiske hære, som blev sendt imod ham, ved Mantin i 1595 og hærgede landet helt til Balkan. Han indgik en fredsaftale med sultanen i 1597 og vandt anerkendelse af sit vojvodskab med arveret. Senere lod han sig udråbe til fyrste også af Siebenbürgen og Moldavien, hvis fyrster han drev bort, og forenede således hele Trajans Dacien under sit styre. Han døde for en snigmorders hånd den 19. august 1601.
Matei Basarab (1633—1654) forsvarede sit land med dygtighed, ordnede forvaltningen, lod udarbejde en civil- og straffelov og trykte kirkelige bøger på rumænsk samt oprettede skoler, kirker og klostre.

### Under Konstantinopel
Fra 1659, da dynastiet Basarab uddøde, blev Valakiet styret af vojvoder af grækere fra Phanar-distriktet i Konstantinopel (de så kaldte phanarioter). Blandt dem nævnes Șerban Kantakuzenos (1679—1688), som arbejdede hårdt for agerdyrkningens fremskridt og lod blandt andet Bibelen oversætte i sin helhed til rumænsk. Den rumænske Bibel blev udgivet Bukarest i 1688. Tyrkerne tvang ham til at deltage i belejringen af Wien i 1683, men havde under denne hemmelige forbindelser med de belejrede og ophøjedes senere af kejseren til rigsgreve. Efter hans død skyndte bojarerne sig at vælge hans søstersøn Konstantin 2. Brankovan (1688—1714) for at udelukke grækerne, og Porten (regeringen i det Det Osmanniske Rige, også kaldet "Den Høje Port") bekræftede, for et betydeligt beløb, dette valg. Anklaget for hemmeligt samvirke med zar Peter, der efter slaget ved Poltava rykkede frem mod Tyrkiet i 1711, samt med andre magter, blev han i 1714 erklæret for afsat, ført til Konstantinopel og halshugget sammen med sine fire sønner.
Valakiet mistede derefter sine sidste præg af uafhængighed, idet sultanen efter den tid selv udnævnte fyrsterne, som fra nu af bar titlen hospodar og valgtes blandt de højestbydende phanarioter, oftest Portens tolke eller andre hoftjenestemænd, som udsugede landet for at kunne betale for deres værdighed. De eliminerede under 100 år næsten hele den indlandske adel og erstattede den med bestikkelige opkomlinge fra Stambul. Hospodarerne, som henholdsvis tilhørte familierne Maurokordatos, Rakovitsa, Ghika, Ypsilanti, Karadja, Sutzu og Moruzi, havde almindeligvis magten kun i et par år, hvorefter de afsattes og måtte overlade pladsen til en heldigere konkurrent. Nogle kom tilbage i stillingen - naturligvis mod ny betaling til Porten - flere gange, således Konstantin Maurokordatos, som seks gange var hospodar (1730, 1731-33, 1735-41, 1744-48, 1756-58, 1761-63). I mange tilfælde var hospodarernes magt ikke-eksisterende som følge af russisk okkupation, nemlig i årene 1768—1774, 1789—1792, 1806—1812, 1828—1834, 1848—1850 og 1853—1854. Ved Küçük Kaynarca-traktaten af 1774 formåede Rusland Porten til blandt andet at reducere tributten og anerkende den i Konstantinopel valakiske udsendings folkeretslige stilling samt at give Rusland ret til at intervenere til fyrstendømmets (og også til Moldaviens) bedste. I virkeligheden udøvede Rusland efter den tid ved sin udsending i Konstantinopel et protektorat over Valakiet (og Moldavien).
Da phanarioten Alexander Ypsilanti i spidsen for hetairian i 1821 forsøgte at drage ind Valakiet under grækernes rejsning mod Porten, mødte han modstand fra et rumænsk-nationalt parti under ledelse af Todor Vladimirescu, som ville "rense Valakiet for grækere", men blev myrdet ved deres anslag. Imidlertid havde Vladimirescus forsøg til følge, at Porten - forbitret over den støtte, som hetairian havde fået fra Moldavien-hospodaren Mihail Sutzus og de i Valakiet bosatte grækeres side - besluttede at overdrage hospodar-værdigheden alene til indenlandske. Grigore Ghika (Ghika 3.) blev udnævnt i 1822; han ønskede at gennemføre reformer, men bestræbelserne herpå blev afbrudt ved den russiske invasion i 1828. Traktaten fra 1774 havde lagt grunden til det russiske protektorat, og alle senere russisk-tyrkiske aftaler (1779 i Konstantinopel, 1792 i Jassy, 1812 i Bukarest, 1826 i Akjerman, 1829 i Adrianopel, 1834 i Sankt Petersborg) udvidede Ruslands magtbeføjelser på Portens og den valakiske selvstændigheds bekostning. I 1832 oktrojeredes en forfatning, "organisk reglement", af Rusland, som tillige udnævnte hospodarer: Alexander Ghika (1834—1842) og Georg Bibescu (1842—1848), som fik deres ordrer fra Sankt Petersborg.

### Foreningen i Rumænien
Imidlertid udviklede nationalfølelsen sig: under indflydelse af de oprettede rumænske skoler opstod i Valakiet og Moldavien en litterær og politisk national bevægelse rettet mod de græciserede og russificerede bojarer. Som følge heraf lod russerne de nationale skoler i Iași og Bukarest lukke, men den franske februarrevolution af 1848 lod ikke heller Donau-fyrstendømmene uberørte: valakkerne tvang den 23. juni samme år Bibescu til at underskrive en ny forfatning, men kort derefter flygtede han ud af landet. En provisorisk regering indsattes og offentliggjorde en meget frisindet forfatning. Men russere og tyrkere rykkede ind, det "organiske reglement" genindsattes, og ifølge aftalen i Balta-Liman den 1. maj 1849 blev hospodarerne, som blev udnævnt for 7 år, stillet under opsyn af en russisk og en tyrkisk kommissær. Da russerne i 1853 åbnede fjendtlighederne mod Tyrkiet ved indtrængen i Donau-fyrstendømmerne, flygtede hospodaren i Valakiet, Barbu Stirbeiu Bibescu (fyrste 1848-53 og 1854-56), til Wien og overlod styrelsen til ministrene. Da russerne i 1854 formåedes til at forlade Valakiet, besattes det af østrigske tropper, og hospodaren vendte tilbage. Ved freden i Paris (1856) blev fyrstendømmerne stillet under de deltagende magters fælles garanti, Ruslands protektorat blev ophævet, Porten skulle fortsat have overhøjheden over fyrstendømmerne, men forpligtede sig til at respektere deres selvstændighed med hensyn til den indre styrelse. En europæisk kommission skulle samles i Bukarest for at revidere de to fyrstendømmers love og forfatninger i samråd med et af Porten for dette formål sammenkaldt nationalråd ("divaner") fra begge fyrstendømmer. Ved kommissionens møde i september 1857 udtrykte nationalrådene enstemmigt ønsket om fyrstendømmernes forening til en enkelt stat, Rumænien, med fælles repræsentation og under en fyrste fra et af de regerende dynastier i Europa. Men konferencen i Paris i august 1858 besluttede, at fyrstendømmerne skulle have hver sin for livstid udpegede hospodar og hver sin repræsentation, samt at en centralkomité skulle oprettes i Foksjani for at forberede love af fælles interesse, hvilke skulle overlades til begge repræsentationers afgørelse. I overensstemmelse dermed samledes deputerede fra de respektive fyrstendømmer i Bukarest og Iași. De valgte enstemmigt (Moldaviens deputerede den 17. januar og Valakiets den 5. februar 1859) Alexandru Ioan Cuza til fyrste af både Valakiet og Moldavien; dermed var en personalunion gennemført. Fyrst Cusas valg godkendtes senere såvel af traktatmagterne som af Porten. I 1862 forenes de to fyrstendømme i en personalunion og Kongeriget Rumænien blev udråbt under den tyske prins Carol I i 1881.

## Andet
Det officielle rumænske sprog har udviklet sig fra Valakiets dialekt.
Ordet Vlach – "vallak" – der giver navnet til Valakiet - bruges også for andre rumænsk-talende befolkninger på Balkanhalvøen, der ofte er hyrder og kvægdrivere. Derfor er ordet vallak blevet en betegnelse for kastrerede heste, der tidligere eksporteredes til Tyskland og Nordeuropa.